# Saramaca
Les Saramaca, qui s'appellent eux-mêmes les Saamaka, sont un peuple bushinengué (noir-marron), descendant d'esclaves fugitifs d'ascendance africaine emmenés au Suriname pour travailler dans les plantations. Ils étaient anciennement appelés Bosnegers, littéralement nègres de la brousse, parfois traduit « Nègres de Bush ». On considère que leur première fuite eut lieu en 1690. Une importante communauté Saramaca vit en Guyane.

## Histoire

### Traité de paix
Voir Vrede met de Saramaccaners (nl).

### XXesiècle
Au XXe siècle, certains hommes saramaca partent dans des quilombo au Brésil car leurs relations amoureuses avec d'autres hommes sont mieux acceptées là-bas.

### Littérature orale
- Richard Price et Sally Price (trad. de l'anglais), Deux soirées de contes saramaka, Paris, Vents d'ailleurs, 2016, 311 p.

### Études
- Richard Price, Les premiers temps. La conception de l'histoire des Marrons saramaka, Seuil, 1994, 279 p.
- Desmo Betian et al., Parlons saramaka, Paris, L'Harmattan, 2000, 185 p. (ISBN 2-7384-9835-3, lire en ligne)